# Viladamat
Viladamat ist eine katalanische Gemeinde (municipio) mit 492 Einwohnern (Stand: 2024) in der Provinz Girona im Nordosten Spaniens. Sie liegt in der Comarca Alt Empordà. Neben dem Hauptort Viladamat gehört die Ortschaft Palauborrell zur Gemeinde.

## Lage
Viladamat liegt etwa 25 Kilometer nordöstlich von Girona unterhalb des Bergzuges Baga d’en Ferran nahe der Costa Brava auf einer Höhe von ca. 15 m. Im Nordwesten der Gemeinde liegt der Aérodromo (Airsport) de Viladamat. 

## Bevölkerungsentwicklung
| Jahr      | 1960 | 1970 | 1981 | 1991 | 2001 | 2011 | 2021 |
| Einwohner | 431  | 449  | 377  | 381  | 385  | 445  | 471  |

## Sehenswürdigkeiten
- Archäologische Grabungsstätte Els Tolejassos
- Burgruine und Kirche Sant Feliu de la Garriga
- Quiricus-und-Julitta-Kirche in Viladamat
- Eulalienkirche in Palauborrell

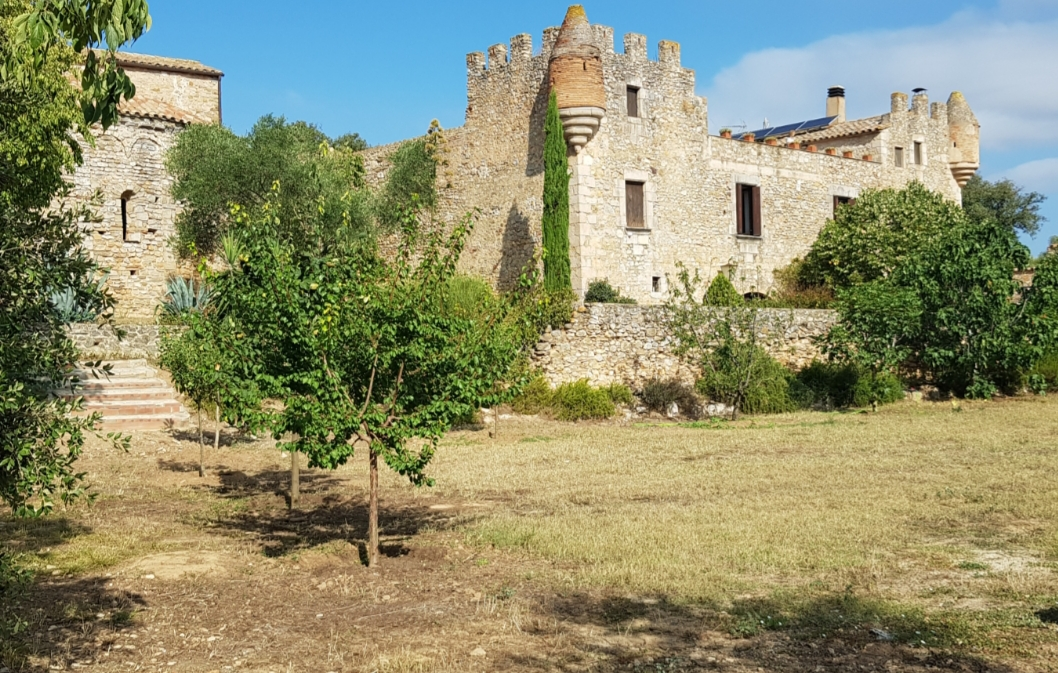
Burgruine von Sant Feliu de la Garriga
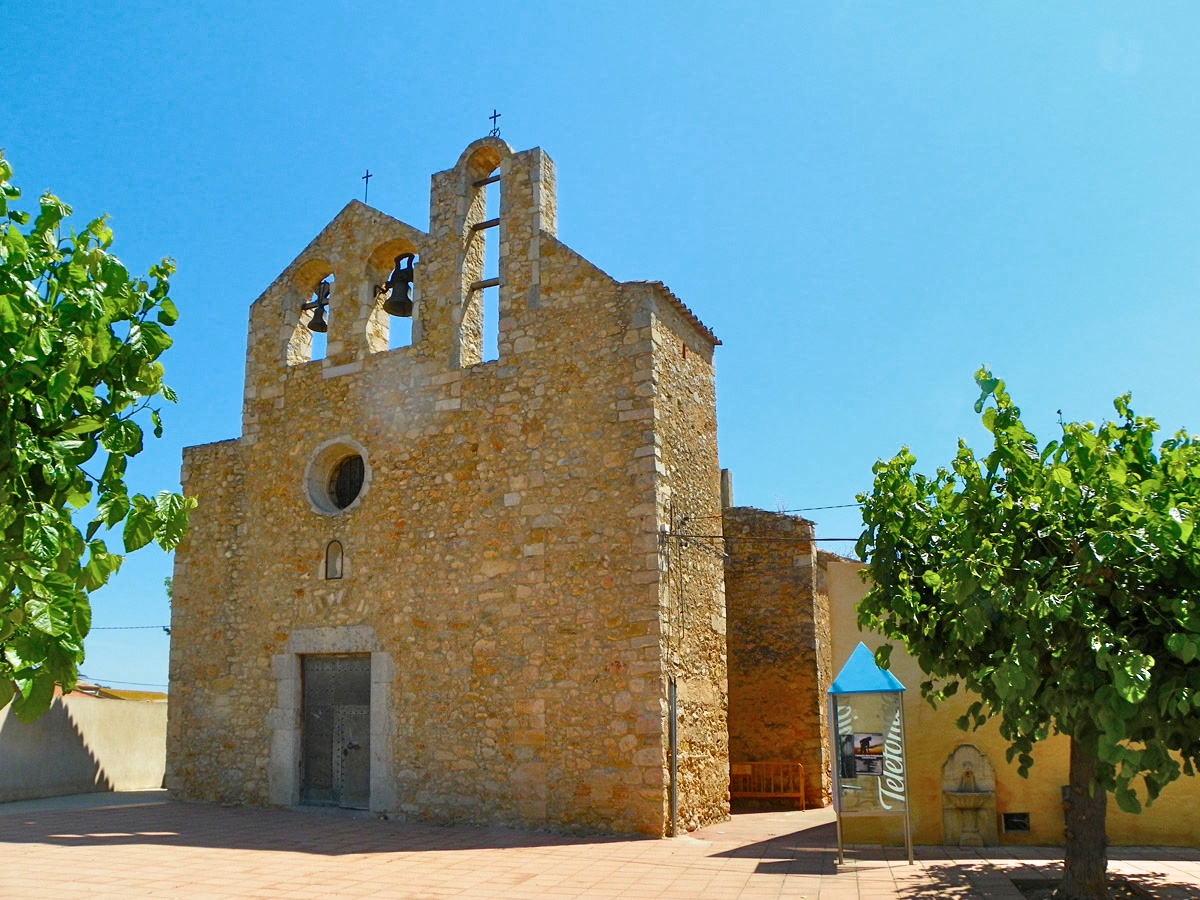
Quiricus-und-Julitta-Kirche
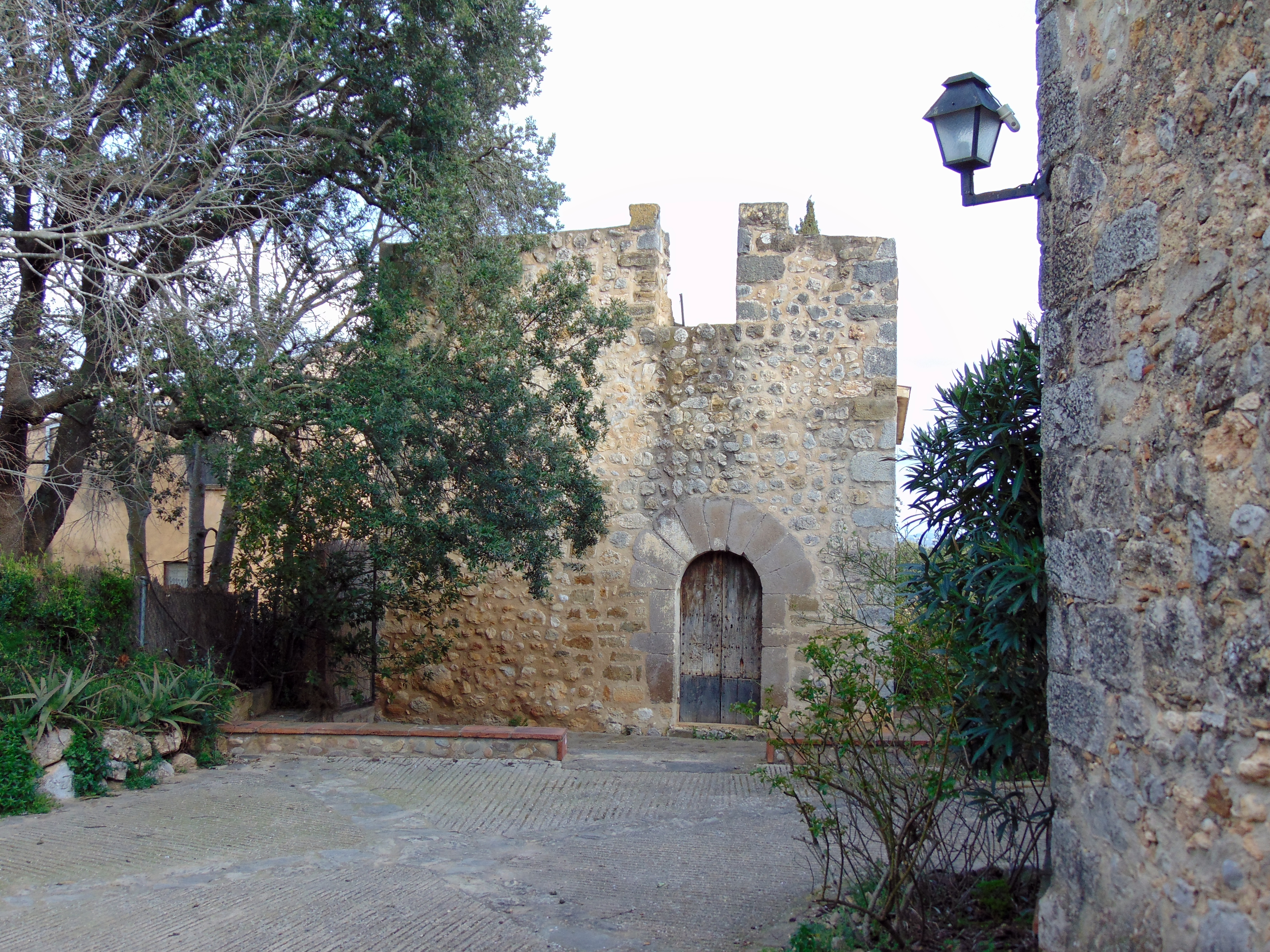
Eulalienkirche
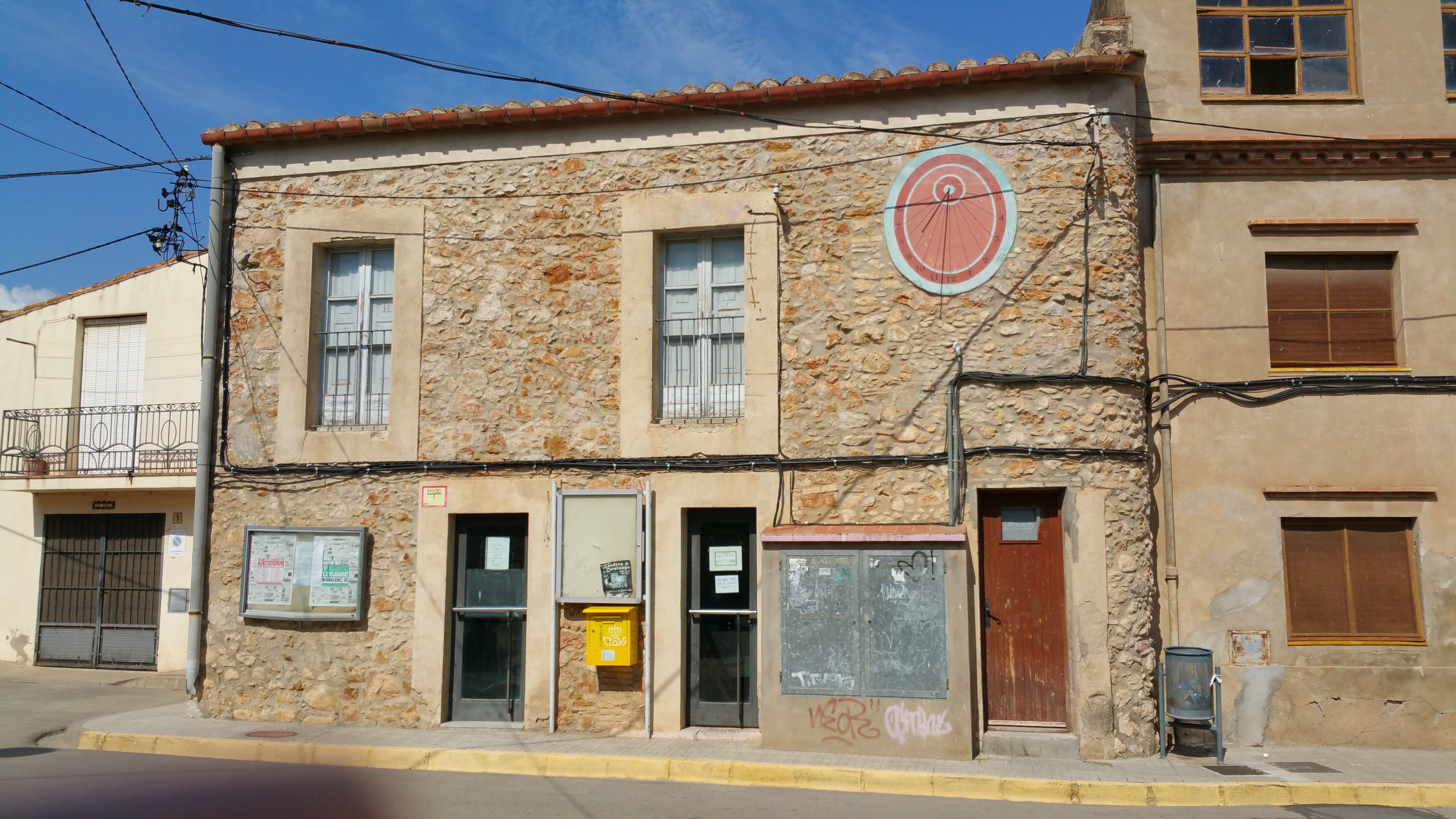
Altes Rathaus